# Schwarzschild-Exponent
Karl Schwarzschild entwickelte eine Formel, die zur Bestimmung der Intensität der Schwärzung einer fotografischen Emulsion dient. Diese Formel enthält einen Exponenten, der nach ihm Schwarzschild-Exponent heißt.
{\displaystyle i=f(I\cdot t^{p})}
wobei:

i: Schwärzung der Photoplatte

f: Schwärzungskurve (siehe Gradation und Sättigung)

I: Intensität des Sternenlichts
 
t: Belichtungszeit

p: Schwarzschild-Exponent, für reale Filme immer p<1 (meist knapp 0,9)

Damit also in der Astrofotografie eine schwache Galaxie doppelt so groß abgebildet werden kann (mit gleicher Teleskopöffnung und gleicher Schwärzung der Fotoplatte), muss die Belichtungszeit nicht bloß vervierfacht werden, sondern etwa verfünffacht. Dieser Effekt tritt auch bei der photometrischen Detektion von Ionen auf.
Die Formel passt nicht zum Mechanismus des Schwarzschildeffekts, gilt deshalb nur für kleine Variationen und hat lediglich historische Bedeutung.